# Zwarte neon
De zwarte neon (Hyphessobrycon herbertaxelrodi) is een zoetwatervis die behoort tot de familie van de karperzalmen (Characidae).

## Geslachtsonderscheid
- De vrouwtjes zijn wat groter en dikker dan de mannetjes.
- Het mannetje is meestal kleiner.

## Karakter
Zeer vreedzaam en wat schuw visje. De zwarte neon is een echte scholenvis en moet daarom met minimaal 6 exemplaren worden gehouden. In een grotere school voelen ze zich beter op hun gemak. Zwarte neons zijn vrij actief en houden zich meestal op in de middelste waterlaag.

## Voedsel
Als voedsel is levend voer, vooral fruitvliegjes aan te bevelen, maar goed droogvoer wordt ook geaccepteerd.

## Kweek
Voor het kweken van de zwarte neon mag de hardheid van het water niet boven 4° DH gaan. Ook moet het water zwak zuur zijn. De zwarte neon is een vrijlegger, die gevarieerd voedsel nodig heeft.